# Vòng loại Giải vô địch bóng đá châu Âu 2020
Vòng loại giải vô địch bóng đá châu Âu 2020 là một giải đấu bóng đá nam được tổ chức từ tháng 3 năm 2019 đến tháng 6 năm 2020 để xác định 24 đội tuyển bóng đá nam quốc gia là thành viên của Liên đoàn bóng đá châu Âu (UEFA) sẽ giành quyền vào vòng chung kết giải vô địch bóng đá châu Âu 2020. Giải đấu được liên kết với giải đấu 2018–19 của Giải vô địch bóng đá các quốc gia châu Âu, giúp cho các đội tuyển quốc gia có một con đường thứ hai để đủ điều kiện tham gia vòng chung kết. Lần đầu tiên kể từ năm 1976, không có đội nào sẽ tự động đủ điều kiện tham dự giải vô địch bóng đá châu Âu với tư cách là nước chủ nhà.
Có 55 đội tuyển quốc gia tham gia vào quá trình vòng loại, với Kosovo tham gia lần đầu tiên. Lễ bốc thăm vòng bảng đã diễn ra tại Trung tâm Hội nghị Dublin, Dublin, Cộng hòa Ireland, vào ngày 2 tháng 12 năm 2018.

## Các đội tuyển quốc gia vượt qua vòng loại

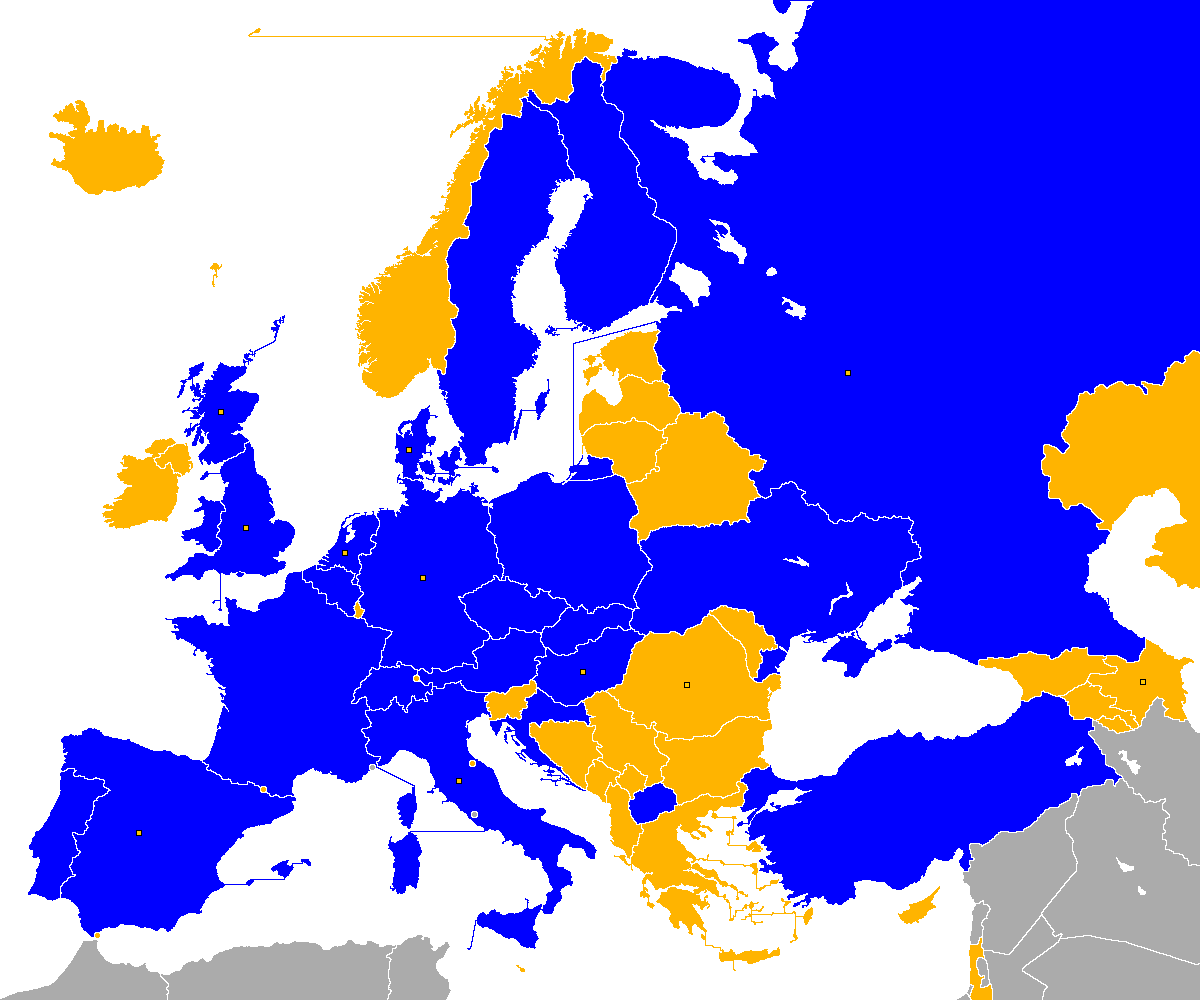
Đội tuyển vượt qua vòng loại cho UEFA Euro 2020
Đội tuyển bị loại

| Đội tuyển     | Tư cách qua vòng loại | Ngày vượt qua vòng loại | Tham dự giải đấu lần trước                                                  |
| ------------- | --------------------- | ----------------------- | --------------------------------------------------------------------------- |
| Bỉ            | Nhất bảng I           | 10 tháng 10 năm 2019    | 5 (1972, 1980, 1984, 2000, 2016)                                            |
| Ý             | Nhất bảng J           | 12 tháng 10 năm 2019    | 9 (1968, 1980, 1988, 1996, 2000, 2004, 2008, 2012, 2016)                    |
| Nga           | Nhì bảng I            | 13 tháng 10 năm 2019    | 11 (1960, 1964, 1968, 1972, 1988, 1992, 1996, 2004, 2008, 2012, 2016)       |
| Ba Lan        | Nhất bảng G           | 13 tháng 10 năm 2019    | 3 (2008, 2012, 2016)                                                        |
| Ukraina       | Nhất bảng B           | 14 tháng 10 năm 2019    | 2 (2012, 2016)                                                              |
| Tây Ban Nha   | Nhất bảng F           | 15 tháng 10 năm 2019    | 10 (1964, 1980, 1984, 1988, 1996, 2000, 2004, 2008, 2012, 2016)             |
| Pháp          | Nhất bảng H           | 14 tháng 11 năm 2019    | 9 (1960, 1984, 1992, 1996, 2000, 2004, 2008, 2012, 2016)                    |
| Thổ Nhĩ Kỳ    | Nhì bảng H            | 14 tháng 11 năm 2019    | 4 (1996, 2000, 2008, 2016)                                                  |
| Anh           | Nhất bảng A           | 14 tháng 11 năm 2019    | 9 (1968, 1980, 1988, 1992, 1996, 2000, 2004, 2012, 2016)                    |
| Cộng hòa Séc  | Nhì bảng A            | 14 tháng 11 năm 2019    | 9 (1960, 1976, 1980, 1996, 2000, 2004, 2008, 2012, 2016)                    |
| Phần Lan      | Nhì bảng J            | 15 tháng 11 năm 2019    | 0 (lần đầu)                                                                 |
| Thụy Điển     | Nhì bảng F            | 15 tháng 11 năm 2019    | 6 (1992, 2000, 2004, 2008, 2012, 2016)                                      |
| Croatia       | Nhất bảng E           | 16 tháng 11 năm 2019    | 5 (1996, 2004, 2008, 2012, 2016)                                            |
| Áo            | Nhì bảng G            | 16 tháng 11 năm 2019    | 2 (2008, 2016)                                                              |
| Hà Lan        | Nhì bảng C            | 16 tháng 11 năm 2019    | 9 (1976, 1980, 1988, 1992, 1996, 2000, 2004, 2008, 2012)                    |
| Đức           | Nhất bảng C           | 16 tháng 11 năm 2019    | 12 (1972, 1976, 1980, 1984, 1988, 1992, 1996, 2000, 2004, 2008, 2012, 2016) |
| Bồ Đào Nha    | Nhì bảng B            | 17 tháng 11 năm 2019    | 7 (1984, 1996, 2000, 2004, 2008, 2012, 2016)                                |
| Thụy Sĩ       | Nhất bảng D           | 18 tháng 11 năm 2019    | 4 (1996, 2004, 2008, 2016)                                                  |
| Đan Mạch      | Nhì bảng D            | 18 tháng 11 năm 2019    | 8 (1964, 1984, 1988, 1992, 1996, 2000, 2004, 2012)                          |
| Wales         | Nhì bảng E            | 19 tháng 11 năm 2019    | 1 (2016)                                                                    |
| Hungary       | Thắng path A play-off | 12 tháng 11 năm 2020    | 3 (1964, 1972, 2016)                                                        |
| Slovakia      | Thắng path B play-off | 12 tháng 11 năm 2020    | 5 (1960, 1976, 1980, 2016)                                                  |
| Scotland      | Thắng path C play-off | 12 tháng 11 năm 2020    | 2 (1992, 1996)                                                              |
| Bắc Macedonia | Thắng path D play-off | 12 tháng 11 năm 2020    | 0 (lần đầu)                                                                 |

1. ↑  Chữ nghiêng chỉ ra đội tuyển từ 1 trong số 12 hiệp hội chủ nhà.
2. ↑  Chữ đậm chỉ ra vô địch cho năm đó. Chữ nghiêng chỉ ra chủ nhà cho năm đó.
3. ↑  Từ năm 1960 đến năm 1988, Nga được tranh tài với tư cách là Liên Xô và năm 1992 với tư cách là CIS.
4. 1 2  Từ năm 1960 đến 1980, Cộng hòa Séc và Slovakia tham dự với tư cách là Tiệp Khắc.[6][7][8]
5. ↑  Từ năm 1972 đến năm 1988, Đức được tranh tài với tư cách là Tây Đức.

## Thể thức
Sau khi kết thúc vòng loại truyền thống, vòng play-off sẽ được diễn ra để xác định 4 đội còn lại lọt vào vòng chung kết. Không giống như những mùa Euro trước, các đội đá play-off sẽ không được xác định dựa trên kết quả thi đấu vòng loại. Thay vào đó, 16 đội sẽ được xác định dựa trên kết quả thi đấu tại 2018–19 UEFA Nations League. Các đội sẽ được chia thành 4 nhánh, mỗi nhánh gồm 4 đội, trong đó có 1 đội giành vé vào vòng chung kết. Mỗi hạng đấu sẽ có nhánh đấu riêng nếu có ít nhất 4 đội trong hạng đấu không thể giành vé thông qua vòng loại truyền thống. Các đội đứng nhất bảng sẽ tự động có suất play-off, và rơi vào nhánh đấu thuộc hạng đấu của họ (Ví dụ: đội thuộc hạng D thì vào nhánh D). Nếu có đội nhất bảng nào đã giành vé vào thẳng Euro, thì đội có thành tích tốt tiếp theo trong hạng đấu sẽ có suất. Tuy nhiên, nếu trong hạng đấu có ít hơn 4 đội không giành được vé ở vòng loại truyền thống, thì các suất còn thiếu sẽ được dành cho các đội thuộc hạng đấu thấp hơn để đảm bảo đủ 4 đội. Các đội nhất bảng không được đối đầu với những đội thuộc hạng đấu cao hơn.
Mỗi nhánh play-off sẽ diễn ra 2 trận bán kết 1 lượt, và trận chung kết 1 lượt. Đội có thứ hạng cao nhất trong nhánh sẽ đấu với đội có thứ hạng thấp nhất trong nhánh trên sân nhà, và đội có thứ hạng cao thứ nhì trong nhánh sẽ đấu với đội có thứ hạng cao thứ 3 trong nhành trên sân nhà. Đội chủ nhà trong trận chung kết của nhánh đấu sẽ được xác định thông qua bốc thăm. Bốn đội giành chiến thắng ở 4 nhánh sẽ lọt vào vòng chung kết cùng với 20 đội đã giành vé ở vòng loại.

### Các tiêu chí
Nếu hai hoặc nhiều đội bằng nhau về số điểm khi hoàn thành tất cả trận đấu ở các bảng đấu, các tiêu chí xếp hạng sau đây sẽ được áp dụng:
1. Số điểm cao hơn đạt được trong các trận đấu được chơi giữa các đội trong bảng;
2. Hiệu số thắng thua trong các trận đấu được chơi giữa các đội trong bảng đấu;
3. Hiệu số bàn thắng vượt trội trong các trận đấu được chơi giữa các đội trong bảng.
4. Số bàn thắng được ghi trên sân khách cao hơn trong các trận đấu được chơi giữa các đội trong bảng đấu;
5. Nếu sau khi áp dụng tiêu chí 1 đến 4, các đội vẫn có thứ hạng bằng nhau, tiêu chí 1 đến 4 sẽ được áp dụng riêng cho các trận đấu giữa các đội được đề cập để xác định thứ hạng cuối cùng của họ.[a] Nếu điều trên này không thể đưa ra quyết định, tiêu chí 6 đến 10 được áp dụng;
6. Chênh lệch bàn thắng trong tất cả các trận đấu thuộc  tất cả các bảng đấu;
7. Số bàn thắng ghi được cao hơn trong tất cả các trận đấu tất cả các bảng;
8. Số bàn thắng sân khách cao hơn được ghi trong tất cả các trận đấu thuộc tất cả các bảng;
9. Số trận thắng cao hơn trong tất cả các trận đấu thuộc tất cả các bảng;
10. Số trận thắng sân khách cao hơn trong tất cả các trận đấu thuộc tất cả các bảng;
11. Hành vi chơi công bằng (chỉ số fair-play) trong tất cả các trận đấu thuộc tất cả các bảng đấu (1 điểm cho một thẻ vàng, 3 điểm cho thẻ đỏ do hậu quả của hai thẻ vàng, 3 điểm cho thẻ đỏ trực tiếp, 4 điểm cho thẻ vàng tiếp theo là thẻ đỏ trực tiếp);
12. Vị trí trong bảng xếp hạng tổng thể Giải vô địch bóng đá các quốc gia châu Âu.

Ghi chú
1. ↑  Khi có hai hoặc nhiều đội được gắn điểm, tiêu chí 1 đến 4 được áp dụng. Sau khi các tiêu chí này được áp dụng, họ có thể xác định vị trí của một số đội tham gia, nhưng không phải tất cả các bảng đấu. Ví dụ: nếu có một đội hòa ba điểm, việc áp dụng bốn tiêu chí đầu tiên chỉ có thể phá vỡ thế trận cho một trong các đội, khiến hai đội còn lại vẫn bị ràng buộc. Trong trường hợp này, quy trình bẻ khóa được nối lại, ngay từ đầu, đối với những đội vẫn bị ràng buộc.

### Các tiêu chí cho bảng xếp hạng tổng thể
Để xác định thứ hạng chung của Vòng loại châu Âu, kết quả đối đầu với các đội ở vị trí thứ sáu sẽ bị loại bỏ và các tiêu chí sau được áp dụng:
1. Vị trí trong bảng đấu;
2. Số điểm cao hơn;
3. Chênh lệch hiệu số thắng thua vượt trội;
4. Số bàn thắng ghi được cao hơn;
5. Số bàn thắng được ghi trên sân nhà cao hơn;
6. Số lần thắng cao hơn;
7. Số trận thắng trên sân khách cao hơn;
8. Hành vi chơi công bằng (chỉ số fair-play) (1 điểm cho một thẻ vàng, 3 điểm cho thẻ đỏ là kết quả của hai thẻ vàng, 3 điểm cho thẻ đỏ trực tiếp, 4 điểm cho thẻ vàng tiếp theo là thẻ đỏ trực tiếp);
9. Vị trí trong bảng xếp hạng tổng thể UEFA Nations League.

## Lịch thi đấu
Dưới đây là lịch thi đấu của chiến dịch vòng loại giải vô địch bóng đá châu Âu 2020.
Do đại dịch COVID-19 tại châu Âu, các trận vòng loại play-off đã bị hoãn lại từ tháng 3 đến tháng 10 năm 2020, theo đánh giá về tình hình.
| Giai đoạn           | Ngày đấu    | Các ngày                                           |
| ------------------- | ----------- | -------------------------------------------------- |
| Vòng loại vòng bảng | Ngày đấu 1  | 21–23 tháng 3 năm 2019                             |
| Vòng loại vòng bảng | Ngày đấu 2  | 24–26 tháng 3 năm 2019                             |
| Vòng loại vòng bảng | Ngày đấu 3  | 7–8 tháng 6 năm 2019                               |
| Vòng loại vòng bảng | Ngày đấu 4  | 10–11 tháng 6 năm 2019                             |
| Vòng loại vòng bảng | Ngày đấu 5  | 5–7 tháng 9 năm 2019                               |
| Vòng loại vòng bảng | Ngày đấu 6  | 8–10 tháng 9 năm 2019                              |
| Vòng loại vòng bảng | Ngày đấu 7  | 10–12 tháng 10 năm 2019                            |
| Vòng loại vòng bảng | Ngày đấu 8  | 13–15 tháng 10 năm 2019                            |
| Vòng loại vòng bảng | Ngày đấu 9  | 14–16 tháng 11 năm 2019                            |
| Vòng loại vòng bảng | Ngày đấu 10 | 17–19 tháng 11 năm 2019                            |
| Play-off            | Bán kết     | 8 tháng 10 năm 2020 (ban đầu 26 tháng 3 năm 2020)  |
| Play-off            | Chung kết   | 12 tháng 11 năm 2020 (ban đầu 31 tháng 3 năm 2020) |

Danh sách trận đấu đã được UEFA xác nhận vào ngày 2 tháng 12 năm 2018 sau lễ bốc thăm.

## Bốc thăm
Lễ bốc thăm vòng bảng vòng loại được tổ chức vào ngày 2 tháng 12 năm 2018, lúc 12:00 CET (lúc 11:00 giờ địa phương) tại Trung tâm hội nghị Dublin ở Dublin, Cộng hòa Ireland. 55 đội tuyển sẽ được rút thăm chia thành 10 bảng: năm bảng 5 đội (Các bảng A–E) và năm bảng 6 đội (Các bảng F–J).
Các đội tuyển chọn làm hạt giống dựa trên bảng xếp hạng tổng thể Giải vô địch bóng đá các quốc gia châu Âu 2018–19. Bốn đội tham gia vòng chung kết giải vô địch bóng đá các quốc gia châu Âu 2019 vào tháng 6 năm 2019 được đưa vào một nhóm riêng biệt và được rút thăm chia vào các bảng A–D chỉ có năm đội để họ chỉ phải thi đấu tám trận đấu vòng loại, để lại hai trận đấu tự do để thi đấu Nations League Finals. Các hạn chế sau đây cũng được áp dụng bằng hỗ trợ máy tính:
- Đội chủ nhà: Để cho phép tất cả 12 đội tuyển từ các hiệp hội chủ nhà có cơ hội vượt qua vòng loại với tư cách là đội nhất và đội nhì của bảng, tối đa hai đội sẽ được đưa vào mỗi bảng: Azerbaijan, Đan Mạch, Anh, Đức, Hungary, Ý, Hà Lan, Cộng hòa Ireland, România, Nga, Scotland, Tây Ban Nha.
- Xung đột chính trị: Các cặp đội sau đây không thể được rút thăm chia thành cùng một bảng do xung đột chính trị: Gibraltar / Tây Ban Nha, Kosovo / Bosnia và Herzergovina, Kosovo / Serbia. (Armenia / Azerbaijan và Nga / Ukraina cũng đã được xác định là xung đột chính trị, nhưng các đội tuyển trong các cặp này là trong cùng một nhóm cho bốc thăm.)
- Địa điểm mùa đông: Tối đa hai đội tuyển được xác định là địa điểm có nguy cơ cao hoặc trung bình của điều kiện mùa đông nghiêm trọng sẽ được đưa vào mỗi bảng: Belarus, Estonia, Quần đảo Faroe, Phần Lan, Iceland, Latvia, Litva, Na Uy, Nga, Ukraina.
- Di chuyển quá mức: Tối đa một cặp đội được xác định với khoảng cách đi lại quá mức liên quan đến các quốc gia khác sẽ được đưa vào mỗi bảng:
  - Azerbaijan: với Gibraltar, Iceland, Bồ Đào Nha.
  - Iceland: với Armenia, Síp, Gruzia, Israel.
  - Kazakhstan: với Andorra, Anh, Pháp, Quần đảo Faroe, Gibraltar, Iceland, Malta, Bắc Ireland, Bồ Đào Nha, Cộng hòa Ireland, Scotland, Tây Ban Nha, Wales.

### Hạt giống
Các đội tuyển được hạt giống dựa trên bảng xếp hạng tổng thể Giải vô địch bóng đá các quốc gia châu Âu vào tháng 11 năm 2018. Các đội tuyển trong chữ nghiêng là chủ nhà vòng chung kết. Các đội tuyển trong chữ đậm đã vượt qua vòng loại cho vòng chung kết.
| Đội tuyển                      | Hạng |
| ------------------------------ | ---- |
| Thụy Sĩ                        | 1    |
| Bồ Đào Nha (đương kim vô địch) | 2    |
| Hà Lan                         | 3    |
| Anh                            | 4    |

| Đội tuyển   | Hạng |
| ----------- | ---- |
| Bỉ          | 5    |
| Pháp        | 6    |
| Tây Ban Nha | 7    |
| Ý           | 8    |
| Croatia     | 9    |
| Ba Lan      | 10   |

| Đội tuyển            | Hạng |
| -------------------- | ---- |
| Đức                  | 11   |
| Iceland              | 12   |
| Bosna và Hercegovina | 13   |
| Ukraina              | 14   |
| Đan Mạch             | 15   |
| Thụy Điển            | 16   |
| Nga                  | 17   |
| Áo                   | 18   |
| Wales                | 19   |
| Cộng hòa Séc         | 20   |

| Đội tuyển        | Hạng |
| ---------------- | ---- |
| Slovakia         | 21   |
| Thổ Nhĩ Kỳ       | 22   |
| Cộng hòa Ireland | 23   |
| Bắc Ireland      | 24   |
| Scotland         | 25   |
| Na Uy            | 26   |
| Serbia           | 27   |
| Phần Lan         | 28   |
| Bulgaria         | 29   |
| Israel           | 30   |

| Đội tuyển  | Hạng |
| ---------- | ---- |
| Hungary    | 31   |
| România    | 32   |
| Hy Lạp     | 33   |
| Albania    | 34   |
| Montenegro | 35   |
| Síp        | 36   |
| Estonia    | 37   |
| Slovenia   | 38   |
| Litva      | 39   |
| Gruzia     | 40   |

| Đội tuyển      | Hạng |
| -------------- | ---- |
| Macedonia      | 41   |
| Kosovo         | 42   |
| Belarus        | 43   |
| Luxembourg     | 44   |
| Armenia        | 45   |
| Azerbaijan     | 46   |
| Kazakhstan     | 47   |
| Moldova        | 48   |
| Gibraltar      | 49   |
| Quần đảo Faroe | 50   |

| Đội tuyển     | Hạng |
| ------------- | ---- |
| Latvia        | 51   |
| Liechtenstein | 52   |
| Andorra       | 53   |
| Malta         | 54   |
| San Marino    | 55   |

## Tóm tắt
| Bảng A               | Bảng B                 | Bảng C         | Bảng D               | Bảng E            | Bảng F                    | Bảng G          | Bảng H              | Bảng I       | Bảng J                 |
| -------------------- | ---------------------- | -------------- | -------------------- | ----------------- | ------------------------- | --------------- | ------------------- | ------------ | ---------------------- |
| · Anh · Cộng hòa Séc | · Ukraina · Bồ Đào Nha | · Đức · Hà Lan | · Thụy Sĩ · Đan Mạch | · Croatia · Wales | · Tây Ban Nha · Thụy Điển | · Ba Lan · Áo   | · Pháp · Thổ Nhĩ Kỳ | · Bỉ · Nga   | · Ý · Phần Lan         |
| · Kosovo             | · Serbia               | · Bắc Ireland  | · Cộng hòa Ireland   | · Slovakia        | · Na Uy                   | · Bắc Macedonia | · Iceland           | · Scotland   | · Hy Lạp               |
| · Bulgaria           | · Luxembourg           | · Belarus      | · Gruzia             | · Hungary         | · România                 | · Slovenia      | · Albania           | · Síp        | · Bosna và Hercegovina |
| · Montenegro         | · Litva                | · Estonia      | · Gibraltar          | · Azerbaijan      | · Quần đảo Faroe          | · Israel        | · Andorra           | · Kazakhstan | · Armenia              |
|                      |                        |                |                      |                   | · Malta                   | · Latvia        | · Moldova           | · San Marino | · Liechtenstein        |

## Các bảng
Các trận đấu diễn ra từ ngày 21 tháng 3 đến ngày 19 tháng 11 năm 2019.

### Bảng A
| VT | Đội          | ST | T | H | B | BT | BB | HS  | Đ  | Giành quyền tham dự                                   |  | Anh | Cộng hòa Séc | Kosovo | Bulgaria | Montenegro |
| -- | ------------ | -- | - | - | - | -- | -- | --- | -- | ----------------------------------------------------- |  | --- | ------------ | ------ | -------- | ---------- |
| 1  | Anh          | 8  | 7 | 0 | 1 | 37 | 6  | +31 | 21 | Vượt qua vòng loại cho vòng chung kết                 |  | —   | 5–0          | 5–3    | 4–0      | 7–0        |
| 2  | Cộng hòa Séc | 8  | 5 | 0 | 3 | 13 | 11 | +2  | 15 | Vượt qua vòng loại cho vòng chung kết                 |  | 2–1 | —            | 2–1    | 2–1      | 3–0        |
| 3  | Kosovo       | 8  | 3 | 2 | 3 | 13 | 16 | −3  | 11 | Giành quyền vào vòng play-off dựa theo Nations League |  | 0–4 | 2–1          | —      | 1–1      | 2–0        |
| 4  | Bulgaria     | 8  | 1 | 3 | 4 | 6  | 17 | −11 | 6  | Giành quyền vào vòng play-off dựa theo Nations League |  | 0–6 | 1–0          | 2–3    | —        | 1–1        |
| 5  | Montenegro   | 8  | 0 | 3 | 5 | 3  | 22 | −19 | 3  |                                                       |  | 1–5 | 0–3          | 1–1    | 0–0      | —          |

### Bảng B
| VT | Đội        | ST | T | H | B | BT | BB | HS  | Đ  | Giành quyền tham dự                                   |     | Ukraina | Bồ Đào Nha | Serbia | Luxembourg | Litva |
| -- | ---------- | -- | - | - | - | -- | -- | --- | -- | ----------------------------------------------------- | --- | ------- | ---------- | ------ | ---------- | ----- |
| 1  | Ukraina    | 8  | 6 | 2 | 0 | 17 | 4  | +13 | 20 | Vượt qua vòng loại cho vòng chung kết                 |     | —       | 2–1        | 5–0    | 1–0        | 2–0   |
| 2  | Bồ Đào Nha | 8  | 5 | 2 | 1 | 22 | 6  | +16 | 17 | Vượt qua vòng loại cho vòng chung kết                 |     | 0–0     | —          | 1–1    | 3–0        | 6–0   |
| 3  | Serbia     | 8  | 4 | 2 | 2 | 17 | 17 | 0   | 14 | Giành quyền vào vòng play-off dựa theo Nations League |     | 2–2     | 2–4        | —      | 3–2        | 4–1   |
| 4  | Luxembourg | 8  | 1 | 1 | 6 | 7  | 16 | −9  | 4  |                                                       |     | 1–2     | 0–2        | 1–3    | —          | 2–1   |
| 5  | Litva      | 8  | 0 | 1 | 7 | 5  | 25 | −20 | 1  |                                                       | 0–3 | 1–5     | 1–2        | 1–1    | —          |       |

### Bảng C
| VT | Đội         | ST | T | H | B | BT | BB | HS  | Đ  | Giành quyền tham dự                                   |  | Đức | Hà Lan | Bắc Ireland | Belarus | Estonia |
| -- | ----------- | -- | - | - | - | -- | -- | --- | -- | ----------------------------------------------------- |  | --- | ------ | ----------- | ------- | ------- |
| 1  | Đức         | 8  | 7 | 0 | 1 | 30 | 7  | +23 | 21 | Vượt qua vòng loại cho vòng chung kết                 |  | —   | 2–4    | 6–1         | 4–0     | 8–0     |
| 2  | Hà Lan      | 8  | 6 | 1 | 1 | 24 | 7  | +17 | 19 | Vượt qua vòng loại cho vòng chung kết                 |  | 2–3 | —      | 3–1         | 4–0     | 5–0     |
| 3  | Bắc Ireland | 8  | 4 | 1 | 3 | 9  | 13 | −4  | 13 | Giành quyền vào vòng play-off dựa theo Nations League |  | 0–2 | 0–0    | —           | 2–1     | 2–0     |
| 4  | Belarus     | 8  | 1 | 1 | 6 | 4  | 16 | −12 | 4  | Giành quyền vào vòng play-off dựa theo Nations League |  | 0–2 | 1–2    | 0–1         | —       | 0–0     |
| 5  | Estonia     | 8  | 0 | 1 | 7 | 2  | 26 | −24 | 1  |                                                       |  | 0–3 | 0–4    | 1–2         | 1–2     | —       |

### Bảng D
| VT | Đội              | ST | T | H | B | BT | BB | HS  | Đ  | Giành quyền tham dự                                   |  | Thụy Sĩ | Đan Mạch | Cộng hòa Ireland | Gruzia | Gibraltar |
| -- | ---------------- | -- | - | - | - | -- | -- | --- | -- | ----------------------------------------------------- |  | ------- | -------- | ---------------- | ------ | --------- |
| 1  | Thụy Sĩ          | 8  | 5 | 2 | 1 | 19 | 6  | +13 | 17 | Vượt qua vòng loại cho vòng chung kết                 |  | —       | 3–3      | 2–0              | 1–0    | 4–0       |
| 2  | Đan Mạch         | 8  | 4 | 4 | 0 | 23 | 6  | +17 | 16 | Vượt qua vòng loại cho vòng chung kết                 |  | 1–0     | —        | 1–1              | 5–1    | 6–0       |
| 3  | Cộng hòa Ireland | 8  | 3 | 4 | 1 | 7  | 5  | +2  | 13 | Giành quyền vào vòng play-off dựa theo Nations League |  | 1–1     | 1–1      | —                | 1–0    | 2–0       |
| 4  | Gruzia           | 8  | 2 | 2 | 4 | 7  | 11 | −4  | 8  | Giành quyền vào vòng play-off dựa theo Nations League |  | 0–2     | 0–0      | 0–0              | —      | 3–0       |
| 5  | Gibraltar        | 8  | 0 | 0 | 8 | 3  | 31 | −28 | 0  |                                                       |  | 1–6     | 0–6      | 0–1              | 2–3    | —         |

### Bảng E
| VT | Đội        | ST | T | H | B | BT | BB | HS  | Đ  | Giành quyền tham dự                                   |  | Croatia | Wales | Slovakia | Hungary | Azerbaijan |
| -- | ---------- | -- | - | - | - | -- | -- | --- | -- | ----------------------------------------------------- |  | ------- | ----- | -------- | ------- | ---------- |
| 1  | Croatia    | 8  | 5 | 2 | 1 | 17 | 7  | +10 | 17 | Vượt qua vòng loại cho vòng chung kết                 |  | —       | 2–1   | 3–1      | 3–0     | 2–1        |
| 2  | Wales      | 8  | 4 | 2 | 2 | 10 | 6  | +4  | 14 | Vượt qua vòng loại cho vòng chung kết                 |  | 1–1     | —     | 1–0      | 2–0     | 2–1        |
| 3  | Slovakia   | 8  | 4 | 1 | 3 | 13 | 11 | +2  | 13 | Giành quyền vào vòng play-off dựa theo Nations League |  | 0–4     | 1–1   | —        | 2–0     | 2–0        |
| 4  | Hungary    | 8  | 4 | 0 | 4 | 8  | 11 | −3  | 12 | Giành quyền vào vòng play-off dựa theo Nations League |  | 2–1     | 1–0   | 1–2      | —       | 1–0        |
| 5  | Azerbaijan | 8  | 0 | 1 | 7 | 5  | 18 | −13 | 1  |                                                       |  | 1–1     | 0–2   | 1–5      | 1–3     | —          |

### Bảng F
| VT | Đội            | ST | T | H | B | BT | BB | HS  | Đ  | Giành quyền tham dự                                   |     | Tây Ban Nha | Thụy Điển | Na Uy | România | Quần đảo Faroe | Malta |
| -- | -------------- | -- | - | - | - | -- | -- | --- | -- | ----------------------------------------------------- | --- | ----------- | --------- | ----- | ------- | -------------- | ----- |
| 1  | Tây Ban Nha    | 10 | 8 | 2 | 0 | 31 | 5  | +26 | 26 | Vượt qua vòng loại cho vòng chung kết                 |     | —           | 3–0       | 2–1   | 5–0     | 4–0            | 7–0   |
| 2  | Thụy Điển      | 10 | 6 | 3 | 1 | 23 | 9  | +14 | 21 | Vượt qua vòng loại cho vòng chung kết                 |     | 1–1         | —         | 1–1   | 2–1     | 3–0            | 3–0   |
| 3  | Na Uy          | 10 | 4 | 5 | 1 | 19 | 11 | +8  | 17 | Giành quyền vào vòng play-off dựa theo Nations League |     | 1–1         | 3–3       | —     | 2–2     | 4–0            | 2–0   |
| 4  | România        | 10 | 4 | 2 | 4 | 17 | 15 | +2  | 14 | Giành quyền vào vòng play-off dựa theo Nations League |     | 1–2         | 0–2       | 1–1   | —       | 4–1            | 1–0   |
| 5  | Quần đảo Faroe | 10 | 1 | 0 | 9 | 4  | 30 | −26 | 3  |                                                       |     | 1–4         | 0–4       | 0–2   | 0–3     | —              | 1–0   |
| 6  | Malta          | 10 | 1 | 0 | 9 | 3  | 27 | −24 | 3  |                                                       | 0–2 | 0–4         | 1–2       | 0–4   | 2–1     | —              |       |

1. 1 2  Hiệu số đối đầu: Quần đảo Faroe 1, Malta 0.

### Bảng G
| VT | Đội           | ST | T | H | B | BT | BB | HS  | Đ  | Giành quyền tham dự                                   |  | Ba Lan | Áo  | Bắc Macedonia | Slovenia | Israel | Latvia |
| -- | ------------- | -- | - | - | - | -- | -- | --- | -- | ----------------------------------------------------- |  | ------ | --- | ------------- | -------- | ------ | ------ |
| 1  | Ba Lan        | 10 | 8 | 1 | 1 | 18 | 5  | +13 | 25 | Vượt qua vòng loại cho vòng chung kết                 |  | —      | 0–0 | 2–0           | 3–2      | 4–0    | 2–0    |
| 2  | Áo            | 10 | 6 | 1 | 3 | 19 | 9  | +10 | 19 | Vượt qua vòng loại cho vòng chung kết                 |  | 0–1    | —   | 2–1           | 1–0      | 3–1    | 6–0    |
| 3  | Bắc Macedonia | 10 | 4 | 2 | 4 | 12 | 13 | −1  | 14 | Giành quyền vào vòng play-off dựa theo Nations League |  | 0–1    | 1–4 | —             | 2–1      | 1–0    | 3–1    |
| 4  | Slovenia      | 10 | 4 | 2 | 4 | 16 | 11 | +5  | 14 |                                                       |  | 2–0    | 0–1 | 1–1           | —        | 3–2    | 1–0    |
| 5  | Israel        | 10 | 3 | 2 | 5 | 16 | 18 | −2  | 11 | Giành quyền vào vòng play-off dựa theo Nations League |  | 1–2    | 4–2 | 1–1           | 1–1      | —      | 3–1    |
| 6  | Latvia        | 10 | 1 | 0 | 9 | 3  | 28 | −25 | 3  |                                                       |  | 0–3    | 1–0 | 0–2           | 0–5      | 0–3    | —      |

1. 1 2  Hiệu số đối đầu: Bắc Macedonia 4, Slovenia 1.

### Bảng H
| VT | Đội        | ST | T | H | B | BT | BB | HS  | Đ  | Giành quyền tham dự                                   |     | Pháp | Thổ Nhĩ Kỳ | Iceland | Albania | Andorra | Moldova |
| -- | ---------- | -- | - | - | - | -- | -- | --- | -- | ----------------------------------------------------- | --- | ---- | ---------- | ------- | ------- | ------- | ------- |
| 1  | Pháp       | 10 | 8 | 1 | 1 | 25 | 6  | +19 | 25 | Vượt qua vòng loại cho vòng chung kết                 |     | —    | 1–1        | 4–0     | 4–1     | 3–0     | 2–1     |
| 2  | Thổ Nhĩ Kỳ | 10 | 7 | 2 | 1 | 18 | 3  | +15 | 23 | Vượt qua vòng loại cho vòng chung kết                 |     | 2–0  | —          | 0–0     | 1–0     | 1–0     | 4–0     |
| 3  | Iceland    | 10 | 6 | 1 | 3 | 14 | 11 | +3  | 19 | Giành quyền vào vòng play-off dựa theo Nations League |     | 0–1  | 2–1        | —       | 1–0     | 2–0     | 3–0     |
| 4  | Albania    | 10 | 4 | 1 | 5 | 16 | 14 | +2  | 13 |                                                       |     | 0–2  | 0–2        | 4–2     | —       | 2–2     | 2–0     |
| 5  | Andorra    | 10 | 1 | 1 | 8 | 3  | 20 | −17 | 4  |                                                       | 0–4 | 0–2  | 0–2        | 0–3     | —       | 1–0     |         |
| 6  | Moldova    | 10 | 1 | 0 | 9 | 4  | 26 | −22 | 3  |                                                       | 1–4 | 0–4  | 1–2        | 0–4     | 1–0     | —       |         |

### Bảng I
| VT | Đội        | ST | T  | H | B  | BT | BB | HS  | Đ  | Giành quyền tham dự                                   |     | Bỉ  | Nga | Scotland | Cộng hòa Síp | Kazakhstan | San Marino |
| -- | ---------- | -- | -- | - | -- | -- | -- | --- | -- | ----------------------------------------------------- | --- | --- | --- | -------- | ------------ | ---------- | ---------- |
| 1  | Bỉ         | 10 | 10 | 0 | 0  | 40 | 3  | +37 | 30 | Vượt qua vòng loại cho vòng chung kết                 |     | —   | 3–1 | 3–0      | 6–1          | 3–0        | 9–0        |
| 2  | Nga        | 10 | 8  | 0 | 2  | 33 | 8  | +25 | 24 | Vượt qua vòng loại cho vòng chung kết                 |     | 1–4 | —   | 4–0      | 1–0          | 1–0        | 9–0        |
| 3  | Scotland   | 10 | 5  | 0 | 5  | 16 | 19 | −3  | 15 | Giành quyền vào vòng play-off dựa theo Nations League |     | 0–4 | 1–2 | —        | 2–1          | 3–1        | 6–0        |
| 4  | Síp        | 10 | 3  | 1 | 6  | 15 | 20 | −5  | 10 |                                                       |     | 0–2 | 0–5 | 1–2      | —            | 1–1        | 5–0        |
| 5  | Kazakhstan | 10 | 3  | 1 | 6  | 13 | 17 | −4  | 10 |                                                       | 0–2 | 0–4 | 3–0 | 1–2      | —            | 4–0        |            |
| 6  | San Marino | 10 | 0  | 0 | 10 | 1  | 51 | −50 | 0  |                                                       | 0–4 | 0–5 | 0–2 | 0–4      | 1–3          | —          |            |

1. 1 2  Hiệu số đối đầu: Síp 4, Kazakhstan 1.

### Bảng J
| VT | Đội                  | ST | T  | H | B | BT | BB | HS  | Đ  | Giành quyền tham dự                                   |     | Ý   | Phần Lan | Hy Lạp | Bosna và Hercegovina | Armenia | Liechtenstein |
| -- | -------------------- | -- | -- | - | - | -- | -- | --- | -- | ----------------------------------------------------- | --- | --- | -------- | ------ | -------------------- | ------- | ------------- |
| 1  | Ý                    | 10 | 10 | 0 | 0 | 37 | 4  | +33 | 30 | Vượt qua vòng loại cho vòng chung kết                 |     | —   | 2–0      | 2–0    | 2–1                  | 9–1     | 6–0           |
| 2  | Phần Lan             | 10 | 6  | 0 | 4 | 16 | 10 | +6  | 18 | Vượt qua vòng loại cho vòng chung kết                 |     | 1–2 | —        | 1–0    | 2–0                  | 3–0     | 3–0           |
| 3  | Hy Lạp               | 10 | 4  | 2 | 4 | 12 | 14 | −2  | 14 | Giành quyền vào vòng play-off dựa theo Nations League |     | 0–3 | 2–1      | —      | 2–1                  | 2–3     | 1–1           |
| 4  | Bosna và Hercegovina | 10 | 4  | 1 | 5 | 20 | 17 | +3  | 13 |                                                       |     | 0–3 | 4–1      | 2–2    | —                    | 2–1     | 5–0           |
| 5  | Armenia              | 10 | 3  | 1 | 6 | 14 | 25 | −11 | 10 |                                                       | 1–3 | 0–2 | 0–1      | 4–2    | —                    | 3–0     |               |
| 6  | Liechtenstein        | 10 | 0  | 2 | 8 | 2  | 31 | −29 | 2  |                                                       | 0–5 | 0–2 | 0–2      | 0–3    | 1–1                  | —       |               |

## Play-off
Những đội không thể giành vé thông qua vòng loại này vẫn có thể lọt vào vòng chung kết thông qua vòng play-off. Mỗi hạng đấu tại UEFA Nations League sẽ xác định 1 trong 4 suất còn lại. Bốn đội có thành tích tốt tại mỗi hạng đấu nhưng không thể giành vé vào thẳng tới Euro sẽ thi đấu play-off tại nhánh đấu thuộc hạng đấu đó. Các suất play-off sẽ được dành cho các đội nhất bảng tại Nations League, và nếu đội nhất bảng nào đã giành vé thông qua vòng loại truyền thống, thì suất đó sẽ được chuyển cho đội có thành tích tốt tiếp theo trong hạng đấu.

### Lựa chọn đội tuyển
Quá trình lựa chọn đội tuyển sẽ xác định 16 đội tuyển sẽ tranh tài trong vòng play-off dựa trên một thiết lập tiêu chí. Các đội tuyển trong chữ đậm có giành quyền vào vòng play-off.
| Hạng | Đội tuyển      |
| ---- | -------------- |
| 1 GW | Bồ Đào Nha     |
| 2 GW | Hà Lan[H]      |
| 3 GW | Anh[H]         |
| 4 GW | Thụy Sĩ        |
| 5    | Bỉ             |
| 6    | Pháp           |
| 7    | Tây Ban Nha[H] |
| 8    | Ý[H]           |
| 9    | Croatia        |
| 10   | Ba Lan         |
| 11   | Đức[H]         |
| 12   | Iceland        |

| Hạng  | Đội tuyển            |
| ----- | -------------------- |
| 13 GW | Bosna và Hercegovina |
| 14 GW | Ukraina              |
| 15 GW | Đan Mạch[H]          |
| 16 GW | Thụy Điển            |
| 17    | Nga[H]               |
| 18    | Áo                   |
| 19    | Wales                |
| 20    | Cộng hòa Séc         |
| 21    | Slovakia             |
| 22    | Thổ Nhĩ Kỳ           |
| 23    | Cộng hòa Ireland[H]  |
| 24    | Bắc Ireland          |

| Hạng  | Đội tuyển   |
| ----- | ----------- |
| 25 GW | Scotland[H] |
| 26 GW | Na Uy       |
| 27 GW | Serbia      |
| 28 GW | Phần Lan    |
| 29    | Bulgaria    |
| 30    | Israel      |
| 31    | Hungary[H]  |
| 32    | România[H]  |
| 33    | Hy Lạp      |
| 34    | Albania     |
| 35    | Montenegro  |
| 36    | Síp         |
| 37    | Estonia     |
| 38    | Slovenia    |
| 39    | Litva       |

| Hạng  | Đội tuyển      |
| ----- | -------------- |
| 40 GW | Gruzia         |
| 41 GW | Bắc Macedonia  |
| 42 GW | Kosovo         |
| 43 GW | Belarus        |
| 44    | Luxembourg     |
| 45    | Armenia        |
| 46    | Azerbaijan[H]  |
| 47    | Kazakhstan     |
| 48    | Moldova        |
| 49    | Gibraltar      |
| 50    | Quần đảo Faroe |
| 51    | Latvia         |
| 52    | Liechtenstein  |
| 53    | Andorra        |
| 54    | Malta          |
| 55    | San Marino     |

Từ khóa
1. GW Đội thắng bảng Nations League
2. H Chủ nhà giải vô địch bóng đá châu Âu 2020
3. Đội giành quyền vào vòng play-off
4. Đội vượt qua vòng loại trực tiếp cho vòng chung kết

### Bốc thăm
Lễ bốc thăm trận play-off vòng loại sẽ diễn ra vào ngày 22 tháng 11 năm 2019, lúc 12:00 CET, tại trụ sở UEFA ở Nyon, Thụy Sĩ. Các chủ nhà vòng chung kết cũng sẽ được bốc thăm giữa hai cặp bán kết.
Dựa vào số đội giành vé play-off của mỗi hạng đấu, 4 nhánh play-off được xác định như sau (Dựa vào thể thức phân bố nhánh, thực hiện từ hạng D lên hạng A):
- Vì hạng D có 4 đội đá play-off (4 đội nhất bảng), cả 4 đội rơi vào nhánh D.
- Vì hạng C có 7 đội đá play-off (3 đội nhất bảng và 4 đội không nhất bảng), 3 đội nhất bảng rơi vào nhánh C, trong khi 4 đội không nhất bảng được bốc thăm để xác định đội còn lại rơi vào nhánh C.
- Vì hạng B có 4 đội đá play-off (1 đội nhất bảng và 3 đội không nhất bảng), cả 4 đội rơi vào nhánh B.
- Vì hạng A có 1 đội đá play-off (1 đội không nhất bảng), đội đó rơi vào nhánh A. Ba đội còn lại được dựa trên kết quả bốc thăm giữa 4 đội không nhất bảng tại nhánh C, đội nào rơi vào nhánh C thì 3 đội còn lại rơi vào nhánh A.

Đây là 4 đội không đứng nhất bảng tại hạng C được tiến hành bốc thăm (sắp xếp dựa trên kết quả thi đấu tại Nations League), 1 đội rơi vào nhánh C, trong khi 3 đội còn lại rơi vào nhánh A:
1. Bulgaria
2. Israel
3. Hungary[H]
4. România[H]

Kết quả bốc thăm: Isreal vào nhánh C. Bulgaria, Hungary và Romania vào nhánh A.
Dưới đây là danh sách chính thức của các nhánh play-off:
| Hạng | Đội tuyển  |
| ---- | ---------- |
| 1    | Iceland    |
| 2    | Bulgaria   |
| 3    | Hungary[H] |
| 4    | România[H] |

| Hạng | Đội tuyển            |
| ---- | -------------------- |
| 1    | Bosna và Hercegovina |
| 2    | Slovakia             |
| 3    | Cộng hòa Ireland[H]  |
| 4    | Bắc Ireland          |

| Hạng | Đội tuyển   |
| ---- | ----------- |
| 1    | Scotland[H] |
| 2    | Na Uy       |
| 3    | Serbia      |
| 4    | Israel      |

| Hạng | Đội tuyển     |
| ---- | ------------- |
| 1    | Gruzia        |
| 2    | Bắc Macedonia |
| 3    | Kosovo        |
| 4    | Belarus       |

Từ khóa
1. H Chủ nhà của các bảng đấu tại giải vô địch bóng đá châu Âu 2020

### Nhánh A
| Đội 1     | Tỉ số | Đội 2   |
| --------- | ----- | ------- |
| Bán kết   |       |         |
| Iceland   | 2–1   | România |
| Bulgaria  | 1–3   | Hungary |
| Chung kết |       |         |
| Hungary   | 2–1   | Iceland |

### Nhánh B
| Đội 1                | Tỉ số                | Đội 2            |
| -------------------- | -------------------- | ---------------- |
| Bán kết              |                      |                  |
| Bosna và Hercegovina | 1–1 (s.h.p.) (3–4 p) | Bắc Ireland      |
| Slovakia             | 0–0 (s.h.p.) (4–2 p) | Cộng hòa Ireland |
| Chung kết            |                      |                  |
| Bắc Ireland          | 1–2 (s.h.p.)         | Slovakia         |

### Nhánh C
| Đội 1     | Tỉ số                | Đội 2    |
| --------- | -------------------- | -------- |
| Bán kết   |                      |          |
| Scotland  | 0–0 (s.h.p.) (5–3 p) | Israel   |
| Na Uy     | 1–2 (s.h.p.)         | Serbia   |
| Chung kết |                      |          |
| Serbia    | 1–1 (s.h.p.) (4-5 p) | Scotland |

### Nhánh D
| Đội 1         | Tỉ số | Đội 2         |
| ------------- | ----- | ------------- |
| Bán kết       |       |               |
| Gruzia        | 1–0   | Belarus       |
| Bắc Macedonia | 2–1   | Kosovo        |
| Chung kết     |       |               |
| Gruzia        | 0–1   | Bắc Macedonia |

## Cầu thủ ghi bàn
Đang có 826 bàn thắng ghi được trong 262 trận đấu, trung bình 3.15 bàn thắng mỗi trận đấu.
12 bàn thắng
- Harry Kane

11 bàn thắng
- Eran Zahavi
- Cristiano Ronaldo

10 bàn thắng
- Teemu Pukki
- Aleksandar Mitrović

9 bàn thắng
- Artem Dzyuba

8 bàn thắng
- Raheem Sterling
- Serge Gnabry
- Georginio Wijnaldum

7 bàn thắng
- Romelu Lukaku
- John McGinn

6 bàn thắng
- Marko Arnautović
- Olivier Giroud
- Memphis Depay
- Robert Lewandowski
- Claudiu Keșerü

5 bàn thắng
- Eden Hazard
- Christian Eriksen
- Gylfi Sigurðsson
- Joshua King
- George Pușcaș
- Denis Cheryshev
- Robin Quaison
- Cenk Tosun

4 bàn thắng
- Sokol Cikalleshi
- Michy Batshuayi
- Kevin De Bruyne
- Amer Gojak
- Bruno Petković
- Ioannis Kousoulos
- Pieros Sotiriou
- Patrik Schick
- Christian Gytkjær
- Ross Barkley
- Leon Goretzka
- Moanes Dabour
- Andrea Belotti
- Vedat Muriqi
- Elif Elmas
- Alexander Sørloth
- Krzysztof Piątek
- Josip Iličić
- Álvaro Morata
- Sergio Ramos
- Rodrigo
- Roman Yaremchuk

3 bàn thắng
- Tigran Barseghyan
- Aleksandre Karapetian
- Henrikh Mkhitaryan
- Christian Benteke
- Edin Džeko
- Armin Hodžić
- Miralem Pjanić
- Ivan Perišić
- Nikola Vlašić
- Martin Braithwaite
- Robert Skov
- Marcus Rashford
- Kingsley Coman
- Antoine Griezmann
- Kylian Mbappé
- İlkay Gündoğan
- Toni Kroos
- Marco Reus
- Leroy Sané
- Kostas Fortounis
- Will Orban
- Birkir Bjarnason
- Kolbeinn Sigþórsson
- Nicolò Barella
- Ciro Immobile
- Lorenzo Insigne
- Jorginho
- Baktiyar Zaynutdinov
- Gerson Rodrigues
- David Turpel
- Josh Magennis
- Bjørn Maars Johnsen
- Bernardo Silva
- Róbert Boženík
- Marek Hamšík
- Juraj Kucka
- Paco Alcacer
- Gerard
- Viktor Claesson
- Alexander Isak
- Cedric Itten
- Kaan Ayhan
- Ruslan Malinovskyi
- Viktor Tsyhankov

2 bàn thắng
- Bekim Balaj
- Rey Manaj
- Cristian Martínez
- Gevorg Ghazaryan
- Valentino Lazaro
- Marcel Sabitzer
- Mahir Emreli
- Ramil Sheydayev
- Toby Alderweireld
- Timothy Castagne
- Nacer Chadli
- Dries Mertens
- Youri Tielemans
- Rade Krunić
- Edin Višća
- Vasil Bozhikov
- Luka Modrić
- Georgios Efrem
- Nicholas Ioannou
- Kasper Dolberg
- Yussuf Poulsen
- Jadon Sancho
- Fredrik Jensen
- Wissam Ben Yedder
- Raphaël Varane
- Timo Werner
- Máté Pátkai
- Dominik Szoboszlai
- Ragnar Sigurðsson
- Federico Bernardeschi
- Moise Kean
- Fabio Quagliarella
- Alessio Romagnoli
- Marco Veratti
- Nicolò Zaniolo
- Aleksey Shchotkin
- Gafurzhan Suyumbayev
- Valon Berisha
- Milot Rashica
- Arvydas Novikovas
- Stefan Mugoša
- Ryal Babel
- Enis Bardhi
- Goran Pandev
- Niall McGinn
- William Carvalho
- Gonçalo Guedes
- Alexandru Mitriță
- Aleksandr Golovin
- Aleksei Ionov
- Magomed Ozdoyev
- Fyodor Smolov
- Ryan Christie
- Luka Jović
- Sergej Milinković-Savić
- Nemanja Radonjić
- Dušan Tadić
- Domen Črnigoj
- Andraž Šporar
- Benjamin Verbič
- Miha Zajc
- Jesús Navas
- Mikel Oyarzabel
- Marcus Berg
- Sebastian Larsson
- Granit Xhaka
- Denis Zakaria
- Enes Ünal
- Yevhen Konoplyanka
- Gareth Bale
- Kieffer Moore
- Aaron Ramsey

1 bàn thắng
- Amir Abrashi
- Keidi Bare
- Kastriot Dermaku
- Elseid Hysaj
- Ylber Ramadani
- Odise Roshi
- Armando Sadiku
- Lorenc Trashi
- Marc Vales
- Edgar Babayan
- Hovhannes Hambardzumyan
- David Alaba
- Guido Burgstaller
- Michael Gregoritsch
- Martin Hinteregger
- Konrad Laimer
- Stefan Lainer
- Stefan Posch
- Tamkin Khalilzade
- Stanislaw Drahun
- Nikita Naumov
- Maksim Skavysh
- Ihar Stasevich
- Yannick Carrasco
- Thorgan Hazard
- Thomas Meunier
- Thomas Vermaelen
- Yari Verschaeren
- Eldar Ćivić
- Izet Hajrović
- Deni Milošević
- Kristian Dimitrov
- Ismail Isa
- Todor Nedelev
- Ivelin Popov
- Georgi Yomov
- Borna Barišić
- Andrej Kramarić
- Dejan Lovren
- Ante Rebić
- Kostakis Artymatas
- Konstantinos Laifis
- Fotios Papoulis
- Jakub Brabec
- Ondřej Čelůstka
- Vladimír Darida
- Jakub Jankto
- Alex Král
- Lukáš Masopust
- Zdeněk Ondrášek
- Tomáš Souček
- Henrik Dalsgaard
- Thomas Delaney
- Pierre-Emile Højbjerg
- Mathias Jørgensen
- Tammy Abraham
- Michael Keane
- Mason Mount
- Alex Oxlade-Chamberlain
- Harry Winks
- Erik Sorga
- Konstantin Vassiljev
- Rógvi Baldvinsson
- Viljormur Davidsen
- Klæmint Olsen
- Jákup Thomsen
- Benjamin Källman
- Joel Pohjanpalo
- Pyry Soiri
- Jasse Tuominen
- Jonathan Ikoné
- Clément Lenglet
- Florian Thauvin
- Corentin Tolisso
- Samuel Umtiti
- Kurt Zouma
- Vato Arveladze
- Valerian Gvilia
- Jaba Kankava
- Giorgi Kharaishvili
- Giorgi Kvilitaia
- Saba Lobzhanidze
- Tornike Okriashvili
- Giorgi Papunashvili
- Julian Brandt
- Matthias Ginter
- Marcel Halstenberg
- Nico Schulz
- Lee Casciaro
- Roy Chipolina
- Reece Styche
- Anastasios Donis
- Konstantinos Galanopoulos
- Dimitris Kolovos
- Dimitris Limnios
- Petros Mantalos
- Giorgos Masouras
- Vangelis Pavlidis
- Zeca
- Dávid Holman
- Zsolt Kalmár
- Mihály Korhut
- Loïc Négo
- Nemanja Nikolić
- Ádám Szalai
- Jón Daði Böðvarsson
- Jóhann Berg Guðmundsson
- Viðar Örn Kjartansson
- Arnór Sigurðsson
- Bibras Natkho
- Francesco Acerbi
- Leonardo Bonucci
- Federico Chiesa
- Stephan El Shaarawy
- Riccardo Orsolini
- Leonardo Pavoletti
- Lorenzo Pellegrini
- Stefano Sensi
- Maxim Fedin
- Bauyrzhan Islamkhan
- Islambek Kuat
- Yuriy Pertsukh
- Yan Vorogovskiy
- Temirlan Yerlanov
- Florent Hadergjonaj
- Atdhe Nuhiu
- Elba Rashani
- Amir Rrahmani
- Mërgim Vojvoda
- Arbër Zeneli
- Vladimirs Kamešs
- Mārcis Ošs
- Yanik Frick
- Dennis Salanović
- Vytautas Andriuškevičius
- Fedor Černych
- Donatas Kazlauskas
- Leandro Barreiro
- Steve Borg
- Paul Fenech
- Kyrian Nwoko
- Vladimir Ambros
- Igor Armaș
- Nicolae Milinceanu
- Vadim Rață
- Marko Vešović
- Nathan Aké
- Myron Boadu
- Virgin van Dijk
- Frenkie de Jong
- Luuk de Jong
- Matthijs de Ligt
- Donyell Malen
- Arijan Ademi
- Ezgjan Alioski
- Boban Nikolov
- Vlatko Stojanovski
- Darko Velkovski
- Steven Davis
- Jonny Evans
- Paddy McNair
- Michael Smith
- Conor Washington
- Sander Berge
- Tarik Elyounoussi
- Iver Fossum
- Stefan Johansen
- Ola Kamara
- Mathias Normann
- Martin Ødegaard
- Tore Reginiussen
- Przemysław Frankowski
- Kamil Glik
- Jacek Góralski
- Kamil Grosicki
- Damian Kądzior
- Grzegorz Krychowiak
- Arkadiusz Milik
- Sebastian Szymański
- Danilo Pereira
- Bruno Fernandes
- Gonçalo Paciência
- Pizzi
- Robbie Brady
- Matt Doherty
- Shane Duffy
- Jeff Hendrick
- Conor Hourihane
- David McGoldrick
- Florin Andone
- Alexandru Chipciu
- Ciprian Deac
- Dennis Man
- Alexandru Maxim
- Georgi Dzhikiya
- Mário Fernandes
- Nikolay Komlichenko
- Fyodor Kudryashov
- Daler Kuzyayev
- Aleksei Miranchuk
- Anton Miranchuk
- Sergei Petrov
- Filippo Berardi
- Stuart Armstrong
- Oliver Burke
- Stuart Findlay
- Kenny McLean
- Steven Naismith
- Andrew Robertson
- Johnny Russell
- Lawrence Shankland
- Adem Ljajić
- Nikola Milenković
- Ondrej Duda
- Michal Ďuriš
- Dávid Hancko
- Stanislav Lobotka
- Róbert Mak
- Albert Rusnák
- Roman Bezjak
- Tim Matavž
- Aljaž Struna
- Santi Cazorla
- Fabián
- José Luis Gayà
- Dani Olmo
- Pablo Sarabia
- Saúl
- Pau Torres
- Sebastian Andersson
- Marcus Danielson
- Emil Forsberg
- John Guidetti
- Victor Lindelöf
- Mattias Svanberg
- Loris Benito
- Breel Embolo
- Christian Fassnacht
- Edimilson Fernandes
- Remo Freuler
- Mario Gavranović
- Admir Mehmedi
- Ricardo Rodríguez
- Fabian Schär
- Haris Seferović
- Ruben Vargas
- Steven Zuber
- Hakan Çalhanoğlu
- Hasan Ali Kaldırım
- Dorukhan Toköz
- Ozan Tufan
- Deniz Türüç
- Cengiz Ünder
- Yusuf Yazıcı
- Burak Yılmaz
- Artem Besyedin
- Marlos
- Andriy Yarmolenko
- Oleksandr Zinchenko
- David Brooks
- Daniel James
- Harry Wilson

1 bàn phản lưới nhà
- Aram Ayrapetyan (trong trận gặp Ý)
- Martin Hinteregger (trong trận gặp Bắc Macedonia)
- Pavel Pashayev (trong trận gặp Wales)
- Adnan Kovačević (trong trận gặp Hy Lạp)
- Stjepan Lončar (trong trận gặp Armenia)
- Kypros Christoforou (trong trận gặp Bỉ)
- Tomáš Kalas (trong trận gặp Anh)
- Teitur Gestsson (trong trận gặp Tây Ban Nha)
- Jonathan Tah (trong trận gặp Hà Lan)
- Joseph Chipolina (trong trận gặp Cộng hòa Ireland)
- Abzal Beisebekov (trong trận gặp Nga)
- Benjamin Kololli (trong trận gặp Bắc Macedonia)
- Mërgim Vojvoda (trong trận gặp Anh)
- Pāvels Šteinbors (trong trận gặp Latvia)
- Igors Tarasovs (trong trận gặp Slovenia)
- Andreas Malin (trong trận gặp Bosna và Hercegovina)
- Gerson Rodrigues (trong trận gặp Ukraina)
- Andrei Agius (trong trận gặp Thụy Điển)
- Boris Kopitović (trong trận gặp Cộng hòa Séc)
- Aleksandar Šofranac (trong trận gặp Anh)
- Egzon Bejtulai (trong trận gặp Áo)
- Darko Velkovski (trong trận gặp Latvia)
- Håvard Nordtveit (trong trận gặp Thụy Điển)
- Adrian Rus (trong trận gặp Tây Ban Nha)
- Cristian Brolli (trong trận gặp Bỉ)
- Michele Cevoli (trong trận gặp Nga)
- Stephen O'Donnell (trong trận gặp Nga)
- Milan Škriniar (trong trận gặp Bắc Ireland)
- James Lawrence (trong trận gặp Croatia)

## Bảng xếp hạng tổng thể
Bảng xếp hạng tổng thể sẽ được sử dụng cho hạt giống trong bốc thăm vòng chung kết Giải vô địch bóng đá châu Âu 2020.

| Hạng | Bg | Đội                  | ST | T | H | B  | BT | BB | HS  | Đ  |
| ---- | -- | -------------------- | -- | - | - | -- | -- | -- | --- | -- |
| 1    | I  | Bỉ                   | 8  | 8 | 0 | 0  | 27 | 3  | +24 | 24 |
| 2    | J  | Ý                    | 8  | 8 | 0 | 0  | 26 | 4  | +22 | 24 |
| 3    | A  | Anh                  | 8  | 7 | 0 | 1  | 37 | 6  | +31 | 21 |
| 4    | C  | Đức                  | 8  | 7 | 0 | 1  | 30 | 7  | +23 | 21 |
| 5    | F  | Tây Ban Nha          | 8  | 6 | 2 | 0  | 22 | 5  | +17 | 20 |
| 6    | B  | Ukraina              | 8  | 6 | 2 | 0  | 17 | 4  | +13 | 20 |
| 7    | H  | Pháp                 | 8  | 6 | 1 | 1  | 19 | 4  | +15 | 19 |
| 8    | G  | Ba Lan               | 8  | 6 | 1 | 1  | 13 | 5  | +8  | 19 |
| 9    | D  | Thụy Sĩ              | 8  | 5 | 2 | 1  | 19 | 6  | +13 | 17 |
| 10   | E  | Croatia              | 8  | 5 | 2 | 1  | 17 | 7  | +10 | 17 |
|      |    |                      |    |   |   |    |    |    |     |    |
| 11   | C  | Hà Lan               | 8  | 6 | 1 | 1  | 24 | 7  | +17 | 19 |
| 12   | I  | Nga                  | 8  | 6 | 0 | 2  | 19 | 8  | +11 | 18 |
| 13   | B  | Bồ Đào Nha           | 8  | 5 | 2 | 1  | 22 | 6  | +16 | 17 |
| 14   | H  | Thổ Nhĩ Kỳ           | 8  | 5 | 2 | 1  | 10 | 3  | +7  | 17 |
| 15   | D  | Đan Mạch             | 8  | 4 | 4 | 0  | 23 | 6  | +17 | 16 |
| 16   | G  | Áo                   | 8  | 5 | 1 | 2  | 13 | 8  | +5  | 16 |
| 17   | F  | Thụy Điển            | 8  | 4 | 3 | 1  | 16 | 9  | +7  | 15 |
| 18   | A  | Cộng hòa Séc         | 8  | 5 | 0 | 3  | 13 | 11 | +2  | 15 |
| 19   | E  | Wales                | 8  | 4 | 2 | 2  | 10 | 6  | +4  | 14 |
| 20   | J  | Phần Lan             | 8  | 4 | 0 | 4  | 11 | 10 | +1  | 12 |
|      |    |                      |    |   |   |    |    |    |     |    |
| 21   | B  | Serbia               | 8  | 4 | 2 | 2  | 17 | 17 | 0   | 14 |
| 22   | E  | Slovakia             | 8  | 4 | 1 | 3  | 13 | 11 | +2  | 13 |
| 23   | D  | Cộng hòa Ireland     | 8  | 3 | 4 | 1  | 7  | 5  | +2  | 13 |
| 24   | H  | Iceland              | 8  | 4 | 1 | 3  | 9  | 10 | −1  | 13 |
| 25   | C  | Bắc Ireland          | 8  | 4 | 1 | 3  | 9  | 13 | −4  | 13 |
| 26   | F  | Na Uy                | 8  | 2 | 5 | 1  | 15 | 10 | +5  | 11 |
| 27   | A  | Kosovo               | 8  | 3 | 2 | 3  | 13 | 16 | −3  | 11 |
| 28   | J  | Hy Lạp               | 8  | 3 | 1 | 4  | 9  | 13 | −4  | 10 |
| 29   | I  | Scotland             | 8  | 3 | 0 | 5  | 8  | 19 | −11 | 9  |
| 30   | G  | Bắc Macedonia        | 8  | 2 | 2 | 4  | 7  | 12 | −5  | 8  |
|      |    |                      |    |   |   |    |    |    |     |    |
| 31   | E  | Hungary              | 8  | 4 | 0 | 4  | 8  | 11 | −3  | 12 |
| 32   | G  | Slovenia             | 8  | 2 | 2 | 4  | 10 | 11 | −1  | 8  |
| 33   | F  | România              | 8  | 2 | 2 | 4  | 12 | 15 | −3  | 8  |
| 34   | D  | Gruzia               | 8  | 2 | 2 | 4  | 7  | 11 | −4  | 8  |
| 35   | H  | Albania              | 8  | 2 | 1 | 5  | 10 | 14 | −4  | 7  |
| 36   | J  | Bosna và Hercegovina | 8  | 2 | 1 | 5  | 12 | 17 | −5  | 7  |
| 37   | A  | Bulgaria             | 8  | 1 | 3 | 4  | 6  | 17 | −11 | 6  |
| 38   | B  | Luxembourg           | 8  | 1 | 1 | 6  | 7  | 16 | −9  | 4  |
| 39   | C  | Belarus              | 8  | 1 | 1 | 6  | 4  | 16 | −12 | 4  |
| 40   | I  | Síp                  | 8  | 1 | 1 | 6  | 6  | 20 | −14 | 4  |
|      |    |                      |    |   |   |    |    |    |     |    |
| 41   | J  | Armenia              | 8  | 2 | 0 | 6  | 10 | 24 | −14 | 6  |
| 42   | G  | Israel               | 8  | 1 | 2 | 5  | 10 | 17 | −7  | 5  |
| 43   | I  | Kazakhstan           | 8  | 1 | 1 | 6  | 6  | 16 | −10 | 4  |
| 44   | A  | Montenegro           | 8  | 0 | 3 | 5  | 3  | 22 | −19 | 3  |
| 45   | E  | Azerbaijan           | 8  | 0 | 1 | 7  | 5  | 18 | −13 | 1  |
| 46   | H  | Andorra              | 8  | 0 | 1 | 7  | 2  | 19 | −17 | 1  |
| 47   | B  | Litva                | 8  | 0 | 1 | 7  | 5  | 25 | −20 | 1  |
| 48   | C  | Estonia              | 8  | 0 | 1 | 7  | 2  | 26 | −24 | 1  |
| 49   | F  | Quần đảo Faroe       | 8  | 0 | 0 | 8  | 2  | 28 | −26 | 0  |
| 50   | D  | Gibraltar            | 8  | 0 | 0 | 8  | 3  | 31 | −28 | 0  |
|      |    |                      |    |   |   |    |    |    |     |    |
| 51   | H  | Moldova              | 10 | 1 | 0 | 9  | 4  | 26 | −22 | 3  |
| 52   | F  | Malta                | 10 | 1 | 0 | 9  | 3  | 27 | −24 | 3  |
| 53   | G  | Latvia               | 10 | 1 | 0 | 9  | 3  | 28 | −25 | 3  |
| 54   | J  | Liechtenstein        | 10 | 0 | 2 | 8  | 2  | 31 | −29 | 2  |
| 55   | I  | San Marino           | 10 | 0 | 0 | 10 | 1  | 51 | −50 | 0  |